# Genomics
 (juillet 2015).
Genomics est un journal scientifique de génomique, revu par les pairs avec des articles sur la génomique comparative, la génomique fonctionnelle, les sciences associées, les éléments de la régulation de l'ADN et la génétique abordant le génome dans sa globalité,. Le journal a été fondé en septembre 1987.

## Indexation
Genomics est indexé par :
- BIOBASE
- BIOSIS
- Biological Abstracts
- Biological and Agricultural Index
- Biosis Previews
- Chemical Abstracts
- Current Awareness in Biological Sciences
- Current Contents/Life Sciences
- EMBASE
- EMBiology
- Genetics Abstracts
- MEDLINE
- Pascal et Francis (INST-CNRS)
- Science Citation Index
- Scopus